# August Schenk
Joseph August Schenk, född den 17 april 1815 i Hallein, död den 30 mars 1891 i Leipzig, var en tysk botaniker och paleontolog. Auktorsnamnet Schenk kan användas för August Schenk i samband med ett vetenskapligt namn inom botaniken; se Wikipediaartiklar som länkar till auktorsnamnet.
Schenk blev extra ordinarie professor i botanik 1845 vid universitetet i Würzburg och 1868 i Leipzig. Han sysselsatte sig främst med omfattande undersökningar rörande fossila växter. Utöver nedanstående skrifter författade han även större delen av avdelningen "Paläophytologie" i den av Karl Alfred von Zittel utgivna "Handbuch der Paläontologie" (1884-90). Tillsammans med andra fackmän utgav han "Handbuch der Botanik" (fyra band, 1879-90), och själv författade han bland annat avdelningen Die fossilen Pflanzenreste, som även utgavs separat (1888).